# Dolní Počernice
Dolní Počernice ist ein Stadtteil im Osten der tschechischen Hauptstadt Prag. Er gehört zum Verwaltungsbezirk Prag 14, liegt am Lauf der Rokytka und ist identisch mit der Katastralgemeinde Dolní Počernice (deutsch Unter Potschernitz). Die Siedlungseinheit Vinice ist Teil der Katastralgemeinde.

## Sehenswürdigkeiten
- Schloss Dolní Počernice
- Kirche Mariä Himmelfahrt
- Mariensäule

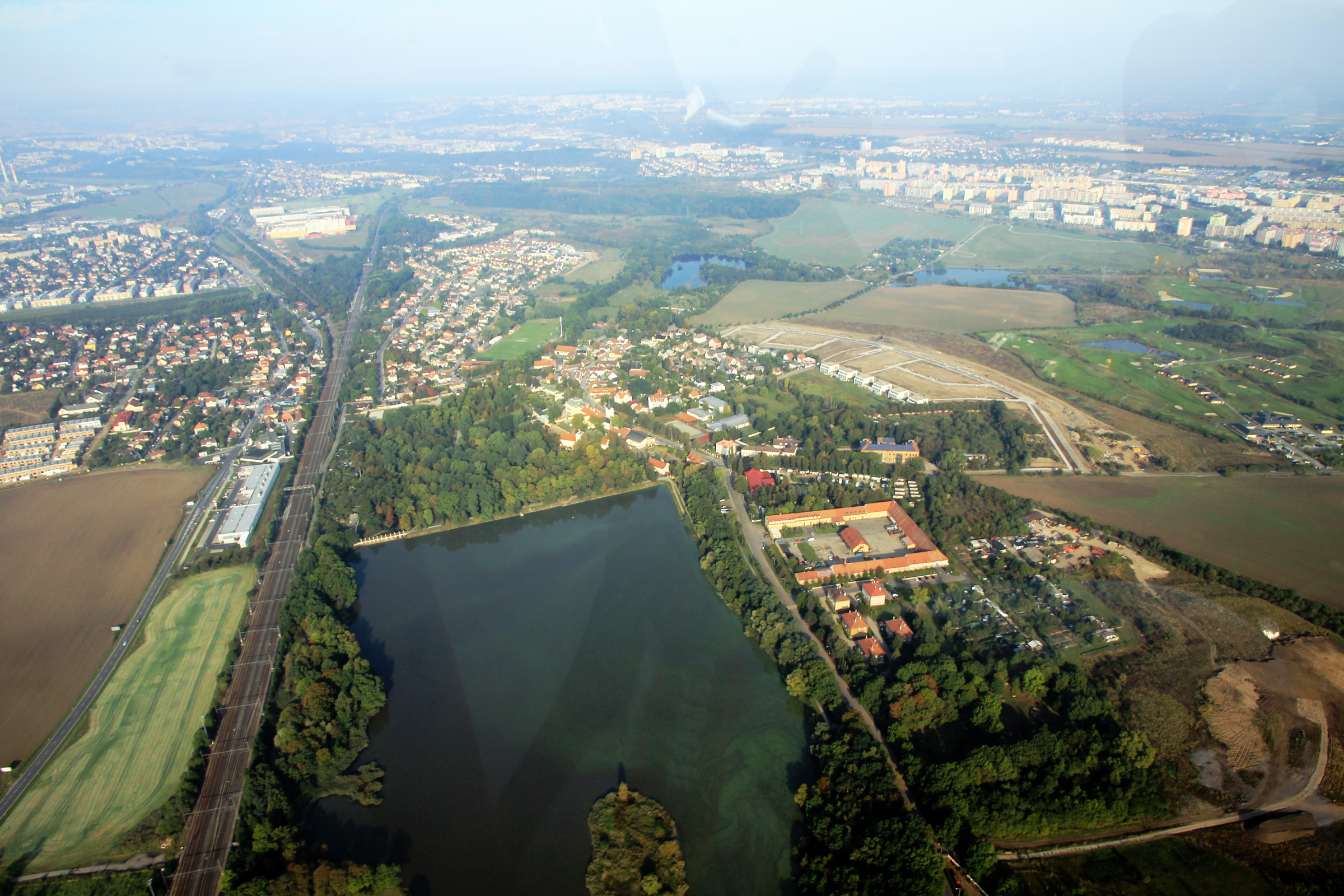
Luftbild, Dolní Počernice im Vordergrund rechts
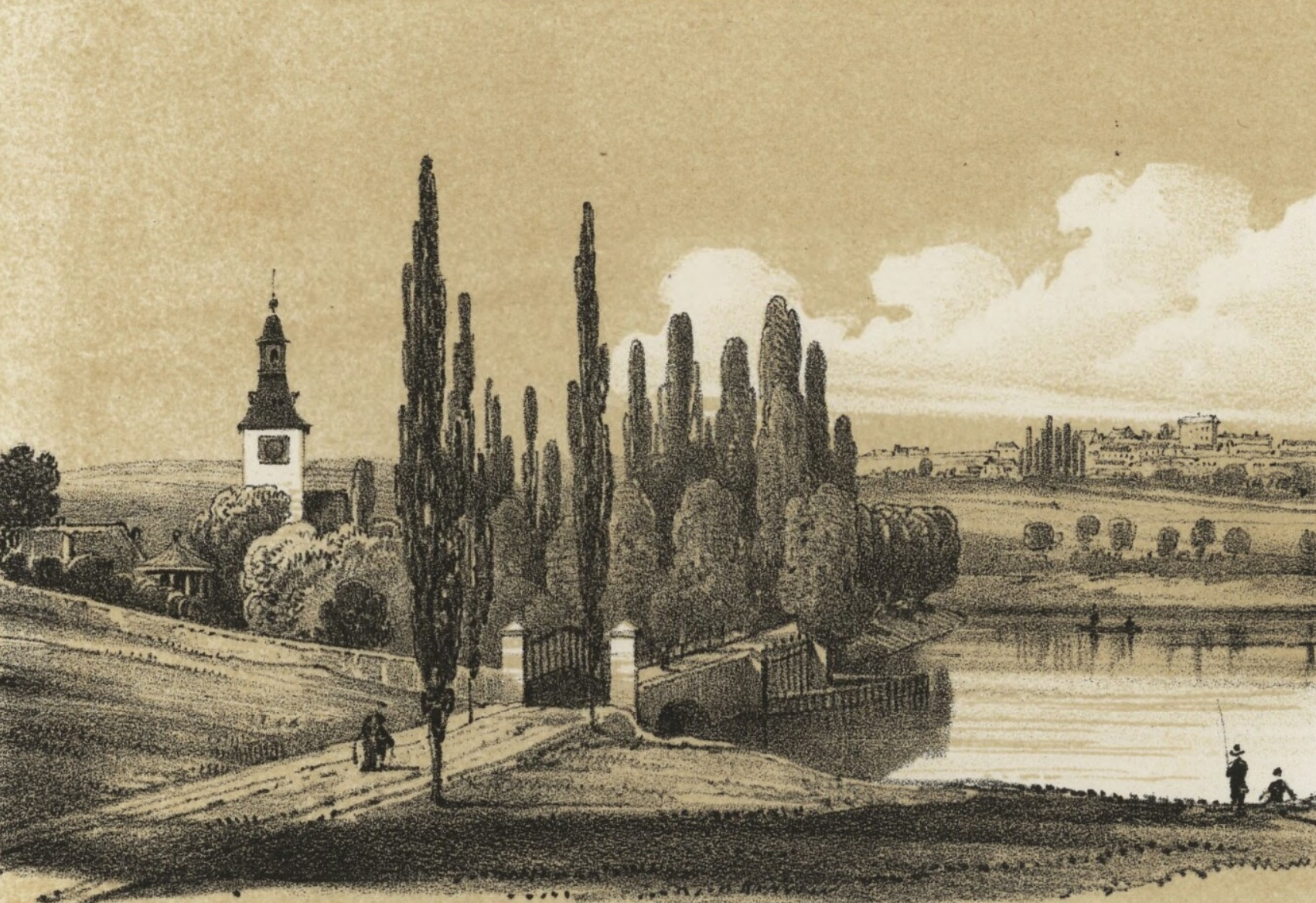
Ansicht von Poczernitz aus dem Jahr 1845 in einer Publikation von Ludwig Förster
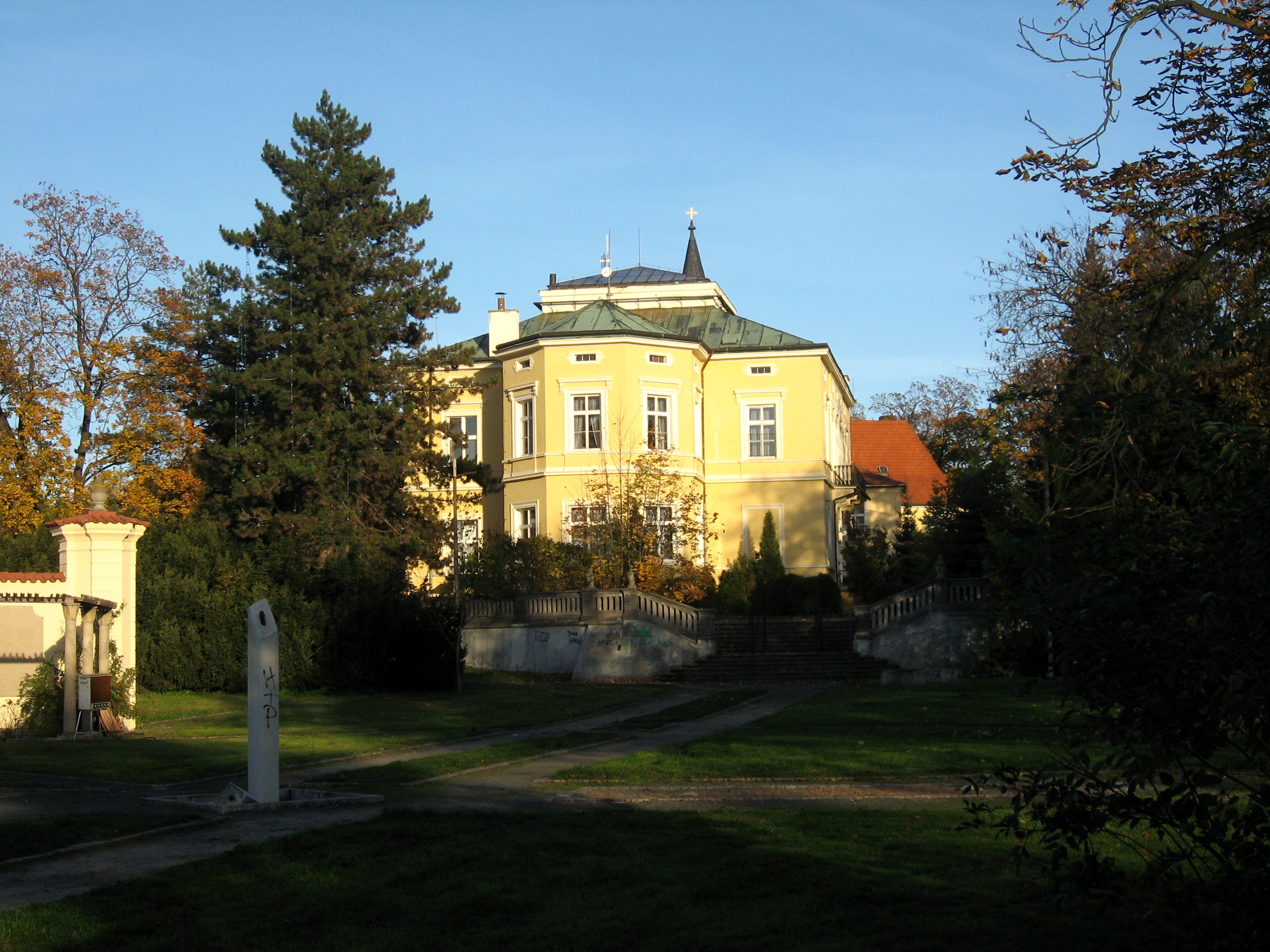
Schloss Dolní Počernice
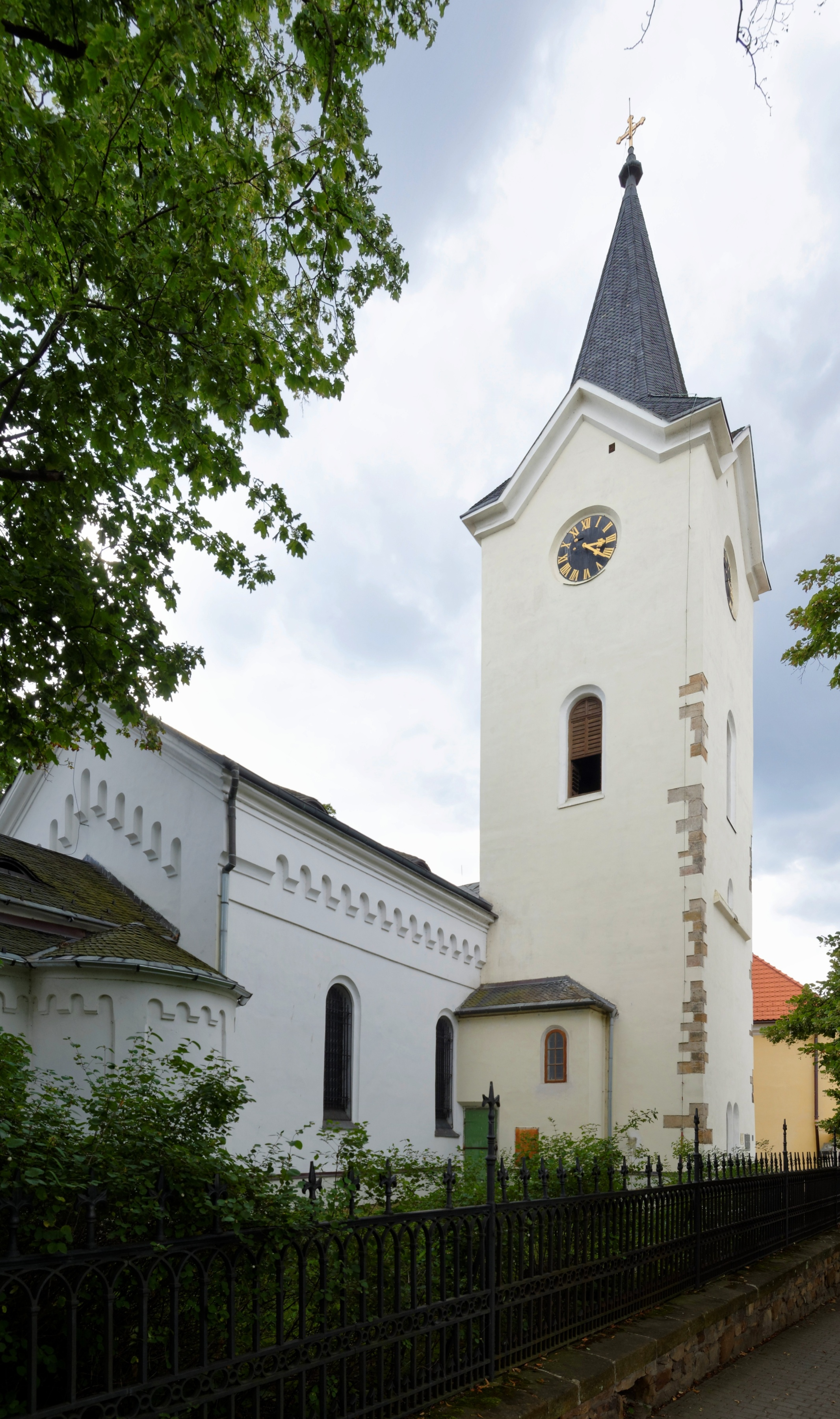
Kirche
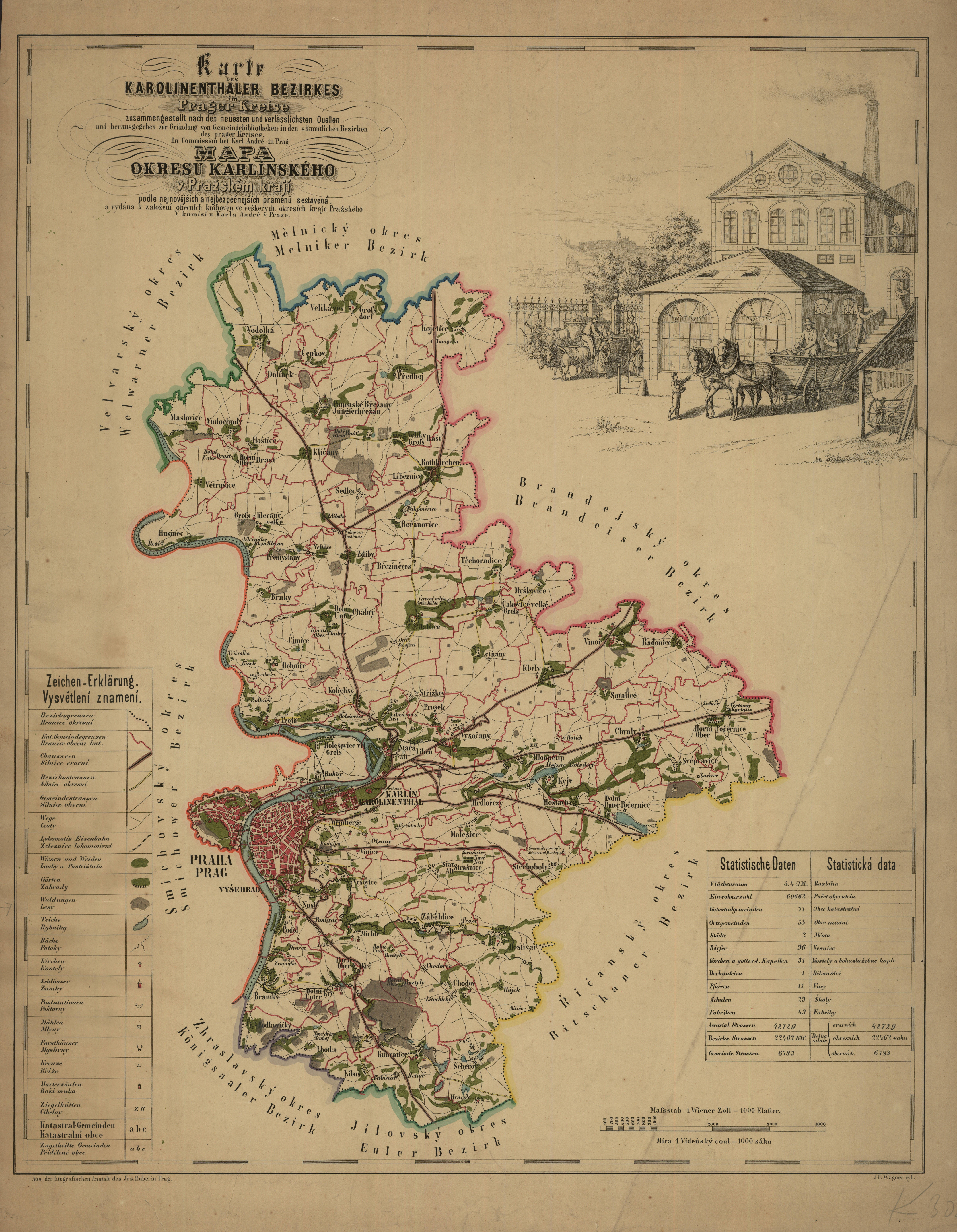
Unter Počernice und Karte des Karolinenthaler Bezirkes im Prager Kreise zusammengestellt nach den neuesten und verlässlichsten Ouellen (sic!) und herausgegeben zur Gründung von Gemeindebibliotheken in den sämmtlichen Bezirken prager Kreises. 1850?